# 実業之日本社文庫
実業之日本社文庫（じつぎょうのにほんしゃぶんこ、Jitsugyo no Nihon Sha Bunko）は、株式会社実業之日本社が発行している文庫レーベル。実日文庫（じっぴぶんこ）と通称される。

## 概要
2010年（平成22年）10月5日に創刊された。
なお、その10日後の10月15日にPHP研究所のPHP文芸文庫が創刊されている。原則として偶数月の5日に発売されている。キャッチコピーは「実る、業ひかる」である。実業之日本社文庫のマスコットキャラクターは「ジッピィ」といい、イラストは山下以登による。カバーデザインは鈴木正道などが担当している。文庫書き下ろしや単行本やジョイ・ノベルスの文庫化などの作品が収録されている。創刊ラインナップのうちの1点、東野圭吾『白銀ジャック』は、発売から1か月強で累計100万部を達成した。これは同社で初のミリオンセラーとなった。また、単行本を経てから価格を下げて文庫化する、という流れが一般的であるが、『白銀ジャック』は雑誌掲載の後に「いきなり文庫」として発売され、その1年1か月後に単行本化されるという通常とは逆の順序をたどった。2017年、実業之日本社が創業120周年を迎えるのを機に、実業之日本社文庫のマスコットキャラクター「ジッピィ」がカンパニーキャラクターに昇格する。

### 創刊ラインナップ
創刊ラインナップは以下のとおり。
- 東野圭吾『白銀ジャック』
- 山本幸久『ある日、アヒルバス』
- 平山瑞穂『プロトコル』
- 内田康夫『名探偵浅見光彦の食いしん坊紀行』
- 森村誠一『純愛の証明』
- 柳広司『パルテノン』
- 恩田陸『いのちのパレード』
- 鳥羽亮『残照の辻 剣客旗本奮闘記』
- 堂場瞬一『水を打つ （上）』

## 実業之日本社文庫GROW
2021年4月8日よりライト文芸を扱う実業之日本社文庫の新シリーズとして実業之日本社文庫GROWが刊行開始された。キャッチコピーは「きっと見つかる、大切なもの。」。初回配本はは沖田円『雲雀坂の魔法使い』、いぬじゅん『今、きみの瞳に映るのは。』、谷山走太『負けるための甲子園』。